# Sandringham
Sandringham es un pueblo y parroquia civil en el norte del condado inglés de Norfolk. El pueblo está situado a unos 2 km (1.2 millas) al sur de la aldea de Dersingham, a 12 km (7,5 millas) al norte de la ciudad de King's Lynn y 60 km (37 millas) al noroeste de la ciudad de Norwich. La parroquia civil se extiende hacia el oeste de Sandringham a sí mismo hacia la orilla de The Wash a unos 6 km (3,7 millas) de distancia, y también incluye a las localidades de West Newton y Wolferton. Tiene una superficie de 41,91 km² (16.18 millas cuadradas) y en 2001 tenía una población de 402 habitantes en 176 hogares. A los efectos de la administración local, la parroquia está inscrita en el distrito de King's Lynn y West Norfolk.
Sandringham es más conocido por ser la ubicación de Sandringham House, la propiedad vacacional favorita de la reina Isabel II y varios de sus predecesores. Cerca de Sandringham House esta el Criadero Real, un criadero de caballos que aloja a muchos de los caballos reales. También es el lugar de nacimiento de Diana, princesa de Gales (1961-1997).